# Coregonus wartmanni
Il coregone blaufelchen (Coregonus wartmanni (Bloch, 1784)) è un pesce osseo d'acqua dolce della famiglia Salmonidae.

## Descrizione
Quattro specie di Coregonus sono autoctone del lago di Costanza: Coregonus arenicolus, Coregonus gutturosus (estinto negli anni sessanta-settanta), Coregonus macrophthalmus e Coregonus wartmanni. C. wartmanni si riconosce dalle altre specie per il numero di branchiospine, che sono molto lunghe e sottili, che è di 29-42. Inoltre il colore delle pinne è scuro, quasi nero, e il colore del corpo è nero bluastro durante la stagione invernale (questa colorazione scompare in breve tempo dopo la morte dell'animale).
La misura massima è di 50 cm.

## Biologia
Si tratta di una specie prevalentemente pelagica che popola le acque superficiali del lago.

### Alimentazione
Si nutre di insetti, plancton e, in estate, di larve di persico reale.

### Riproduzione
Avviene all'inizio di dicembre, a temperature dell'acqua inferiori a 7 °C. Contrariamente alla maggioranza degli altri Coregonus, depone uova pelagiche, in acque aperte lontano dalle coste e non sui fondali poco profondi. Le uova dopo la deposizione cadono sul fondo dove si schiudono in marzo e subito dopo la schiusa gli avannotti risalgono in superficie. I maschi formano banchi in superficie a cui si uniscono singole femmine.

## Distribuzione e habitat
È endemico del Lago di Costanza.
Popola le acque superficiali del lago e si può incontrare fino a 40 metri di profondità.

## Pesca e conservazione
La specie è oggetto di pesca commerciale. Gli stock sono gestiti in maniera sostenibile e la specie non è considerata a rischio di estinzione.